# Maria Lindeberg
Maria Margareta Lindeberg, född i maj 1780 i Stockholm, död 26 augusti 1861 i Hedvig Eleonora församling, Stockholm, var en svensk författare, feminist och översättare. 
Maria Lindeberg var dotter till Anders Crispin Lindberg (1739–1809), bokhållare vid Stockholms järnvåg, och Margaretha Christina Rebrén. Hon var syster till Anders Lindeberg. 
Lindeberg skrev Bref från Paris af ett resande svenskt fruntimmer (utgiven i två band, 1827), en skildring av sin vistelse i Paris 1825, först tryckt som brev i Stockholms Posten 1825–1827. I Bref från Paris kritiserade hon svenska kvinnors begränsade rättigheter genom att jämföra med franska kvinnors situation, som hon beskrev som betydligt mer fri i juridiskt och yrkesmässigt avseende. Den beskrivning hon lämnade var inte helt med sanningen överensstämmande: hon hävdade till exempel att ogifta kvinnor var myndiga i Frankrike till skillnad från i Sverige, något som inte stämde, eftersom vuxna ogifta kvinnor var omyndiga i både Frankrike och Sverige vid denna tid. Hennes intryck tros vara mer präglade av litteraturen än av verkliga förhållanden i Frankrike. Hennes skildring fick inte desto mindre ett visst inflytande i Sverige och Finland och bidrog till en del debatt om kvinnors rättigheter.
Hon var också verksam som översättare.

## Översättning
- Den fullständige konditorn, eller grundelig undervisning i konsten att tillaga allahanda konfektyrer, pastejer, glasser, varma och kalla drycker, att sylta och glassera frukt, pussera i vax, distillera vatten, göra och koka choklad, m.m. (Nyköping, 1841)